# 齐志澣
齐志澣（1902年—1954年1月28日），化名张国纪，山西定襄县人。中华民国政治人物。

## 生平
1926年，在黄埔军校第四期学习，后参加西山会议派。1927年，参加国民军，任团政治部主任，在上海参与四一二事件。1936年10月，他在宁夏盐池县率部阻击中国工农红军北上。1937年，在西安逮捕民先队。1945年，率部在渭南赤水和秦岭一带阻击八路军。第二次国共内战期间，1947年，奉命率部攻入延安。1949年任洋县县长。同年9月，组织反共自卫团，自任司令。1949年12月4日，中国人民解放军攻入洋县，齐志澣带领300多名军、政人员逃离县城，至西乡县老家山时被解放军包围，但他伺机化装潜逃。
1950年1月，在成都落网。1952年，转交洋县人民法院审判，经陕西省人民政府批准，于1954年1月28日被处决。